# 조선의 예술
이 문서는 조선의 예술에 대해 설명한 글이다.

## 개요
검소한 것을 미덕으로 삼고, 형식적인 예절을 숭상하는 유교사상은 인간의 열정과 패기를 억누르고 정서를 메마르게 하였으므로, 조선의 예술(藝術)에서는 섬세하고 화려한 점을 좀처럼 찾아볼 수 없었다. 또한 회화(繪畵)·음악·공예 등의 예술 분야에 전문적으로 종사하는 사람들은 사회적으로도 좋은 대우를 받지 못하여 이런 환경 속에서 예술이 크게 발달될 수는 없었다.
조선시대 예술의 특색은 소박하고 순진스러움에 있으며, 이런 점이 오히려 청신한 맛을 풍겨 사람에게 친근감을 줄 때도 많다.
건축은 초기부터 새 수도의 건설 사업에 따라 활발한 움직임을 보여 궁전으로서 훌륭한 것이 많았으나 임진왜란 때에 거의 불타 없어지고, 지금 남아 있는 것으로는 창덕궁·돈화문·창경궁의 홍화문·명정문 등이 있다. 성문으로는 서울의 숭례문·흥인지문·개성의 남대문, 평양의 보통문(普通門) 등이 건축사상 중요한 위치를 점하고 있다. 그 밖에도 강릉의 객사대문(客舍大門), 안변의 가학루(駕鶴樓), 고령(高靈)의 가야관(伽倻館)과 석왕사(釋王寺)의 호지문(護持門), 성불사(成佛寺)의 극락전(極樂殿)·응진전(應眞殿), 청평사(淸平寺)의 극락전, 장안사(長安寺)의 사성전(四聖殿) 등은 조선시대의 건축 양식을 보여주는 독특한 목조 건물이다. 석탑으로는 원각사의 대리석다층탑(大理石多層塔), 낙산사의 칠층석탑, 신륵사의 칠층석탑이 있으며, 한편 불상도 우수한 것이 많은데, 그 중에서도 신덕사의 관음좌상(觀音坐像), 해인사의 비로자나불좌상, 낙산사의 관음좌상(觀音坐像) 등은 그 수법이 뛰어나다.
회화는 중앙에 도화서를 두고 화원을 길러서 조정이나 중신들의 필요에 따라 그림을 그리게 하였다. 조선 초기 세종 때에 활약한 대가(大家)로는 안견·최경(崔逕)·강희안을 들 수 있는데, 이 중에서도 안견은 특히 산수(山水)에 능하여 〈몽유도원도〉라는 명작을 남겼으며, 후기까지도 그의 화풍을 따르는 화가가 끊이지 않을 정도로 큰 영향을 끼쳤다. 그 뒤로 이상좌(李上佐)·이암(李巖)·신사임당 등이 나와 명성을 얻었다. 임진왜란을 당하자 한때 화단(畵壇)도 침체하였으나, 그 뒤 다시 활기를 띄기 시작하여 숙종·영조 때 정선은 한국의 산수(山水)를 잘 그려 동방산수화(東方山水畵)의 조종(祖宗)이 되었다. 또 영·정조 시대에 들어서자 차츰 서민의식이 대두되고 화풍도 변하여서 초기의 귀족 중심에서 일반 민중의 일상생활을 소재로 한 풍속화가 많이 나왔으며, 이 방면에서 활약한 화가로는 단원 김홍도(金弘道)와 혜원 신윤복(申潤福)을 들 수 있다.
이 밖에도 이인문(李寅文)·변상벽(卞相壁)·남계우(南啓宇)·안해사(安海士)·장승업(長承業) 등의 화가가 속출하여 모두다 일가(一家)를 이루었는데, 그 중에서도 장승업은 고종 때의 화가로서 뛰어난 재능이 있어, 안견·김홍도와 함께 조선 3대가(大家)로 손꼽히고 있다.
서예로는 조선 전기에 안평대군(安平大君)·김구(金銶)·양사언(楊士彦)·한호(韓護) 등이 각각 명성을 드러냈으며, 후기에는 특히 김정희(金正喜)가 나타나 추사체(秋史體), 또는 원당체(院堂體)라는 독특한 서체를 창작하여 국내는 물론 중국 학자들에게서 절찬을 받았다.
공예는 한국의 독특한 성격을 나타내는 석공(石工)·와공(瓦工)·목공(木工)·죽공(竹工)·도자기(陶瓷器)·나전(螺鈿 : 자개) 등이 많았는데, 대개 양반층의 사치스러운 생활에 사용되었다. 그 중에서도 도자기의 제조술은 상당히 발달하여 분청사기(粉靑沙器)·백자(白瓷) 등의 질적인 향상을 보았다. 특히 중앙에서는 초기부터 광주(廣州)에다 사옹원(司饔院)의 분원(分院)을 두고 우수한 제품을 많이 만들었기 때문에 분원자기(分院瓷器)라는 명칭까지 생겨나게 되었다.
음악은 궁정 중심의 아악과 함께 속악(俗樂)도 상당히 발달되었다. 세종 때에는 박연(朴堧)을 시켜 아악을 정리한 일이 있으며, 성종 때에는 성현(成俔)·유자광(柳子光) 등이 《악학궤범(樂學軌範)》을 편찬하기도 하였다. 연산군이 방탕한 생활을 하는 동안 아악 대신에 한때 기악(妓樂)이 성하였는데, 이 기악은 기녀(妓女)들을 통하여 민간에도 소개됨으로써 속악에 영향을 미쳐 음악의 보급에 다소 도움이 된 듯하다. 속악으로는 가사(歌詞)·지소·가곡(歌曲) 외에 각 지방의 민요와 판소리 등이 널리 퍼져 있었으며, 한편 무용과 연극 중에서 음악과의 밀접한 관계로 보존되어 내려 온 것도 많았다.

## 조선의 미술

### 조선 초기
조선 초기에는 왕실이나 선비들의 초상과 여러 가지 의식(儀式)을 그려서 시정을 돕는 기록화와 일상생활에서의 감상화의 두 측면에서 그림이 발달했다. 국가에서는 전문 화가를 관원(화원)으로 채용으로 도화서에 소속시켜 종6품까지의 벼슬을 주고 그림에 종사하게 했다.
감상을 위한 그림의 소재는 대나무·산수·인물·새·짐승·화초가 중심을 이루었다. 화초(花草) 중에서는 모란·난초·매화·소나무·국화와 같은 기절(氣節)과 향기를 발하는 초목이 주요 소재가 되었다.

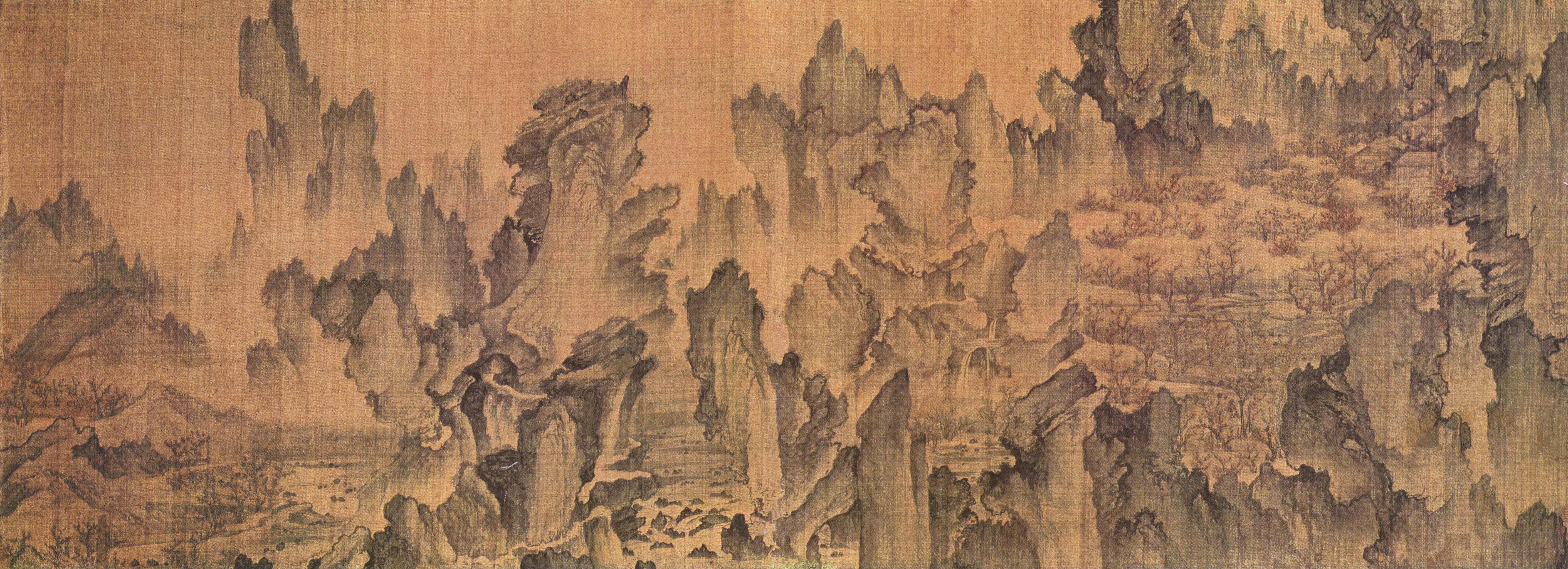
안견의 〈몽유도원도〉

조선 초기 화원(畵員) 화가 중에서 가장 뛰어난 기량을 보인 이는 세종 때 안견(安堅)이었다. 그는 특히 안평대군(세종의 셋째 아들)의 후원을 받아 수백 점의 그림을 창작했는데, 안평대군의 꿈을 그렸다는 〈몽유도원도〉(1447년)는 최고의 걸작으로 꼽힌다. 신숙주가 쓴 화기(畵記)에 따르면, 그의 화풍은 중국과 한국의 역대 화법(畵法)을 깊이 연구하고 장점을 절충하여 자기 독자의 경지를 개척했는데 산수(山水)를 특히 잘했다고 한다. 〈몽유도원도〉는 복숭아꽃이 만발한 평화로운 꽃동산을 웅장하고 환상적인 분위기로 묘사한 것으로, 이상사회를 동경하는 작가와 후원자의 꿈이 서린 작품이다. 산을 그린 기법에서 북송(北宋)의 화가 곽희(郭熙)와 유사한 점이 있으나, 그 안에 펼쳐진 농촌풍경은 우리의 현실과 동떨어진 환상의 세계가 아니다. 안견은 학식도 높아 벼슬이 호군(정4품)에까지 올라, 같은 시기에 인물화를 잘 그려 벼슬이 당상관(정3품)에까지 오른 최경(崔涇)과 더불어 화원으로는 가장 우대받은 사람 가운데 하나다.
15세기에서 16세기에 걸쳐 활동한 노비 출신의 이상좌(李上佐)도 명성을 떨친 화원이었다. 중종과 명종의 사랑을 받아 공신의 지위에까지 오른 그는 달밤에 소나무 밑을 거니는 〈송하보월도(松下步月圖)〉를 비롯해 〈어가한면도〉, 〈노엽달마도〉 등을 남겼는데, 힘 있는 필체가 인상적이다.
전문화가가 아닌 일반 선비 중에서도 뛰어난 그림 솜씨를 가진 문인화가가 적지 않았다. 세종 때의 강희안(姜希顔)·강희맹 형제는 그 중에서도 가장 유명하다. 특히 강희안은 맑은 물을 응시하면서 사색에 잠긴 선비의 모습을 그린 〈산수인물도〉(혹은 〈고사관수도〉)와 같은 걸작을 남겼다. 한편, 신숙주는 화기(畵記)를 써서 안평대군이 소장한 송·원 시대 그림을 소개하면서 회화사를 정리하여 그림에 대한 이해가 높았음을 보여준다. 조선 초기 그림은 문인화든 화원의 그림이든, 선비들의 고상한 생활철학을 그림에 반영시키고 있으며, 필치가 힘차고 구성이 간결한 특징을 보인다. 이 같은 특성은 중국 그림과 일정한 차이를 보여 이미 한국화의 토대가 마련되고 있었다.

### 조선 중기
16세기의 그림은 15세기 그림의 주류를 이루었던 안견류의 화풍을 계승한 이흥효·이징·이정, 명나라 절파(저장 지방) 화풍의 영향을 받아 강한 필치의 그림을 즐겨 그린 김제·이경윤 등 선비화가, 그리고 포도·대나무·매화에 능한 황집중·이계우·이정·어몽룡 등 다양한 흐름이 있었다.
이흥효(李興孝)는 이상좌(李上佐)의 아들로서 명종 때 화원으로 산수를 잘 그렸으며, 이징(李澄)은 종실 출신인 이경윤(李慶胤)의 서자로 인조 때까지 활약했는데 역시 산수화에 능했다. 이정(李禎)은 이상좌의 손자이며, 이흥효의 조카로서 30세에 요절했으나 화원집안의 가풍을 이어받아 산수에 능했다.
김안로의 아들 김제(金堤)는 명종·선조 때 도화서 책임을 맡은 관료화가로서 그 집안에서 김식(증손)·김집(증손) 등 뛰어난 화가가 배출되었다. 그의 대표적 그림으로는 《당나귀를 끄는 어린이》(동자견로도, 호암미술관 소장)·《한림제설도》(미국 소재) 등이 있는데 힘 있는 필치가 인상적이다. 이경윤은 산수와 인물에 뛰어나 《산수인물도》와 《탁족도》(국립중앙박물관 소장) 같은 작품을 남겼다. 그의 그림은 신선의 세계를 동경하는 도가적 분위기를 풍기는 것이 특징이다.
황집중(黃執中)과 이계호(李繼祜)는 선비화가로서 포도 그림에 능했고, 이정(李霆)은 대나무 그림에 탁월했으며, 어몽룡(魚夢龍)은 매화를 잘 그려, 세상사람은 이 세 사람을 ‘삼절(三絶)’이라고 칭송했다, 이들의 그림은 중국이나 일본의 그림처럼 화려한 묘사에 힘쓰지 않고 간결하면서도 힘 있는 필치로 대나무나 포도, 매화에서 고상한 정서를 구한 것이 특색이다. 16세기에 들어가서 이와 같이 그림이 다양해진 것은 이 시기의 사상경향이 복잡하게 분화되는 추세와 관련이 있다.

### 조선 후기
조선 후기에는 문화의 모든 분야가 새롭게 변화해 가는 추세에 맞추어 그림·건축·글씨 등 예술 분야에서도 새로운 경향이 나타났다. 먼저 그림에서는 17세기 인조 대에 궁정화원의 중심적 위치에 있던 이징(李澄)의 그림이 정교하면서도 격식을 탈피하여 자유분방하고 대담한 필치로 인물과 산수를 그려내어 충격을 주었다. 그는 특히 달마(達磨)와 같은 선승과 신선을 주로 그렸는데, 이는 17세기 초의 이단 사상의 유행과 짝을 이루는 화단의 이단이었으며, 명나라 저장 지방 화단의 영향을 받은 것이기도 하였다. 그러다가 17세기 말 이후로 청초 남종화(南宗畵)가 전래되면서 그 영향을 받기 시작하였다.
반청감정을 가진 중국 남방인들의 남종화가 역시 반청북벌 사상에 젖어 있던 한양문인들에게 호소력을 준 까닭이었다. 그러나 18세기의 영·정 시대에 들어가면 남종 문인화를 한민족의 고유한 자연과 풍속에 맞추어 토착화하는 또 다른 화풍이 일어났다. 이른바 ‘진경산수(眞景山水)’가 그것이다.
진경산수의 등장은 이 시기에 활발하게 일어나고 있던 의궤(儀軌)와 국방 지도 제작에 화원들이 참가하여 한국의 산수를 그려 넣는 과정에서 개성 있는 화풍을 발전시킬 수 있게 된 것이다. 또한, 한양의 문단에서 한민족의 고유한 정서를 표현하려는 천기(天機)·진기(眞機)주의가 풍미한 것과도 관련이 있다.
18세기 중엽에 천기·진기주의 문학을 강조하던 김창업, 김창협, 김창흡의 후원은 받은 영조대의 정선(鄭敾)이 진경산수의 대가로 등장하게 된 것은 우연이 아니다. 양반 출신으로서 화원이 된 그는 금강산을 비롯하여 한양 주변의 수려한 경관을 독특한 필치로 그려냈는데, 날카로운 바위산은 선묘(線描)로, 부드러운 흙산은 묵묘(墨描)로 처리한 것이 특징이다.
정선의 뒤를 이어 산수화와 풍속화의 새 경지를 열어놓은 화원은 정조 때의 단원 김홍도(檀園 金弘道)와 혜원 신윤복(蕙園 申潤福)이다. 김홍도는 현감을 지낸 양반이었으나 정조의 각별한 사랑을 받고 궁정 화가의 중심인물이 되었다. 그는 정조의 화성 행차와 관련된 병풍, 행렬도, 의궤 등 궁중 풍속을 많이 그렸는데, 이는 기록화의 의미를 지닌 까닭에 활발하고 간결한 필치보다는 섬세하고 정교한 필치를 더 필요로 하였다.
김홍도는 일반 사대부들의 감상을 위한 그림도 많이 그렸다. 신선(神仙)이나 산수도 즐겨 그렸지만, 밭갈이·추수·집짓기·대장간·씨름·풍악놀이·혼인풍속 등 농촌서민들의 생활상을 낙천적이고 익살스런 필치로 묘사하였다. 이는 정조 시대의 밝고 활기찬 사회상을 반영하는 것이기도 하다. 김홍도와 비슷한 화풍을 지닌 풍속화가로서 김득신(金得臣)·김석신(金碩臣) 형제도 정조 때 궁정화가로 활약하고 사대부들의 사랑을 받았다. 김홍도와 같은 시기에 활약한 신윤복은 김홍도와 대조적으로 주로 도시인의 풍류 생활과 부녀자의 풍속을 감각적이고 해학적인 필치로 묘사하여 풍속화의 또 다른 정형을 세웠다.
심사정(沈師正)도 18세기 화가로서 높은 명성을 떨쳤다. 그는 정교하고 세련된 필치의 산수를 잘 그려 정선의 그림과는 대조를 보였다.
그밖에 조영석(趙榮祏)·변상벽(卞相璧)·윤덕희(尹德熙)·김두량(金斗樑)·최북(崔北) 등 개성 있는 화가들이 배출되어 18세기 화단을 화려하게 장식하였다.
한편, 일반 사대부 중에도 그림에 뛰어난 재주를 보인 문인화가가 적지 않았다. 정조 때의 이인상(李麟祥)·강세황(姜世晃)은 뛰어난 문인화가였다.
특히 강세황은 시·서·화의 삼절로 널리 알려진 인물인데, 그는 서양 수채화의 기법을 동양화와 접목시켜 새로운 산수화풍을 성립시켰다.
19세기의 그림은 한양의 도시적 번영과 한양 양반들의 귀족적 취향을 반영하여 화려하고 세련된 모습으로 발전하였다. 우선, 한양의 여러 궁궐과 도시의 번영을 그린 대작(大作)들이 많이 제작되었다.
그 중에서도 1820년대에 100여 명의 화가들이 집단적으로 창덕궁과 창경궁의 전모를 그려낸 《동궐도》는 가장 우수한 작품으로 꼽히고 있다. 가로 567센티미터, 세로 273센티미터의 초대형 그림을 16폭으로 나누어 그린 이 작품은 기록화로서의 정확성과 정밀성이 뛰어날 뿐 아니라 배경산수의 묘사가 극히 예술적이어서 현재 국보로 지정되어 있다. 이 그림은 18세기 궁궐도에서 보이던 서양화의 기법이 한층 적극적으로 도입되어 마치 비행기에서 비스듬히 내려다보는 듯한 부감법과 평행사선(平行斜線) 구도의 기법을 사용한 것이 특징이다. 말하자면 전통적 기법의 서양화 기법이 합쳐져서 새로운 형태의 민족화법이 창조된 것이다.
《동궐도》와 비슷한 시기에 그려진 병풍그림 《경기감영도》 역시 그 규모와 그림의 수준에서 걸작으로 꼽힌다. 특히 이 그림은 거리의 행인들 모습까지 함께 묘사하고 기록화와 풍속화를 합한 성격을 지닌다. 이와 비슷한 성격의 대형 병풍그림으로 《평양성도》가 있다. 경희궁의 모습을 대형 화폭으로 담아낸 《서궐도》는 묵화로 된 점이 위의 여러 그림과 다르나, 부감법과 평행사선구도를 사용한 것은 똑같다. 이 그림들은 회화사적으로 가치가 클 뿐 아니라, 오늘날 파괴된 옛 궁궐을 복원하는 데 기본적인 참고자료가 되고 있다.
19세기의 대표적 화가로는 김득신(金得臣)·이인문(李寅文)·장준량(張俊良)·이재관(李在寬)·김수철(金秀哲)·장승업(張承業)·이윤민(李潤民)·이의양(李義養)·강희언(姜熙彦)·허련(許鍊)·안중식(安中植) 등이 유명하다. 문인화가로는 전기(田琦)·김정희(金正喜)·신위(申緯) 등이 뛰어났는데, 특히 신위는 대나무를, 김정희는 난초 그림(묵란)에 이름이 높았고, 《세한도》라는 걸작을 남겼다. 김정희는 그림도 잘 하였지만, 그보다 ‘추사체(秋史體)’로 불리는 독특한 서법을 만든 것으로 유명하다. 이는 금석문(金石文) 연구에 바탕을 두고 고대의 금석문에서 서도의 원류를 찾아 그것을 자기 개성에 맞게 발전시킨 것이다. 김정희보다 앞서 이광사(李匡師, 圓嶠)는 서예에 일가를 이루었는데, 일반대중에게는 김정희보다 더 큰 영향을 주었다.

## 음악과 무용
예(禮)와 악(樂)은 유교 정치에서 백성을 교화시키는 수단으로서 중요하게 여겨졌으며, 각종 국가 의례에는 반드시 음악이 뒤따랐다.
조선 초기에는 음악을 관장하는 장악원(掌樂院)이 있어, 양인 출신의 악생(樂生 : 297명)이 아악(雅樂)을 담당하고, 공노비 출신의 악공(樂工 : 518명)이 속악(俗樂)을 맡았다. 음악이 크게 정비된 것은 세종 때로서, 박연(朴堧) 등의 노력으로 60여 종의 악기가 개량되거나 제작되었고, 천민 출신의 악공 중에서 이름난 연주자들이 많이 배출되었다. 비파의 송태평, 거문고의 김자려, 가야금의 이승련, 아쟁의 김소재 등이 대표적 명장(名匠)이다.
장악원에서 연주하는 악곡들은 국가와 백성의 평안을 기리는 것이 대부분인데, 〈여민락〉, 〈정대업〉, 〈보태평〉, 〈보허자〉〈낙양춘〉, 〈오관산〉 등 수십 곡이 연주되었다.
악보 정리에서도 큰 발전이 나타났다. 세종은 스스로 〈여민락〉 등 여러 악곡을 짓고, 또 정간보(井間譜)라고 불리는 새로운 악보를 창안하여 처음으로 소리의 장·단을 표시하는 악보가 생겼다. 한편, 성현(成俔)은 연주법과 악곡을 합친 합자보(合字譜)를 만들어 기악 연주 수준을 높였다.
음악 이론에 관한 책으로는 1493년(성종 24년)에 유자광·성현 등이 편찬한 《악학궤범》(9권)이 대표적이다. 이 책에는 음악을 아악(雅樂)·당악(唐樂 : 중국 음악)·향악(鄕樂) 등 세 부문으로 나누어, 음악의 원리와 역사, 악기 편성법, 음악 쓰는 절차, 악기 만드는 법과 그 조현법(調絃法), 춤의 진행 방법, 의상, 소도구까지 소개하고 있다.
당시 궁전과 관청의 음악 연주에는 반드시 춤이 따랐다. 그래서 음악이 발전함에 따라 춤도 발전했다. 춤은 무동(舞童)이라 불리는 소년이 추기도 하고, 때로는 기생들이 추기도 했다. 춤의 종류가 매우 다양하여 〈보태평〉, 〈정대업〉, 〈절화삼대〉, 〈학춤〉, 〈처용춤〉 등이 있었다. 궁중 무용과 관청 무용은 고대부터 내려오던 한국의 민속춤을 변용시킨 것으로서, 점잖고 우아한 것이 특징이다.

## 참고 문헌
- 《글로벌 세계대백과사전》,  〈조선 왕조의 경제·사회적 구조〉
- 《글로벌 세계대백과사전》,  〈양반관료의 문화〉
- 《글로벌 세계대백과사전》,  〈양반문화의 융성〉
- 《글로벌 세계대백과사전》,  〈실학의 융성〉
- 《글로벌 세계대백과사전》,  〈서민예술〉